# 917 (číslo)
Devět set sedmnáct je přirozené číslo. Římskými číslicemi se zapisuje CMXVII a řeckými číslicemi ϡιζ´. Následuje po čísle devět set šestnáct a předchází číslu devět set osmnáct.

## Matematika
917 je:
- Deficientní číslo
- Složené číslo
- Poloprvočíslo
- Nešťastné číslo
- Součet pěti po sobě jdoucích prvočísel (173 + 179 + 181 + 191 + 193)

## Astronomie
- (917) Lyka je planetka hlavního pásu, kterou objevil v roce 1915 Grigorij Nikolajevič Neujmin
- NGC 917 je spirální galaxie v souhvězdí Trojúhelníku

## Roky
- 917
- 917 př. n. l.